# Pabellón de Arteaga (kommun)
Pabellón de Arteaga är en kommun i Mexiko.   Den ligger i delstaten Aguascalientes, i den centrala delen av landet, 400 km nordväst om huvudstaden Mexico City. Antalet invånare är 38 912.
Följande samhällen finns i Pabellón de Arteaga:
- Pabellón de Arteaga
- Santa Isabel Fraccionamiento
- Colonia Nueva
- Campestre San Carlos Fraccionamiento
- Gámez Orozco
- Miguel Alemán Secadora
- San Agustín de los Puentes
- Los Lira
- El Pedregal
- El Rayo